# Hilda Mayo
Hilda Mayo (Buenos Aires; 20 de junio de 1933 - Idem; 11 de abril de 2020) fue una popular vedette, actriz y bailarina argentina.

## Carrera
Media vedette con un cuerpo escultural, Mayo supo plasmar con sus plumas su gran talento en populares teatros de revistas como el Maipo, el Tabaris, el Astros y El Nacional. Se destacó junto a primeras figuras cómicas de la escena nacional argentina como fueron José Marrone, Juan Verdaguer, Jorge Porcel, Tito Lusiardo, Don Pelele, Vicente Rubino y Marcos Zucker. Fue una actriz limitadamente teatral, con poca  incursión en la pantalla chica y fílmica argentina.
Generalmente trabajó como segunda vedette de bellezas como Juanita Martínez, Nélida Roca y Ámbar La Fox. Además fue una muy buena bailarina de tangos que llegó a compartir el escenario con Roberto Goyeneche.
En teatro se inició en 1953 al integrar el Maipo Ballet con coreografía de Ángel Eleta.
Para festejar sus cuarenta años de vida, el Maipo editó un long play denominado Música en el Maipo, en la cual Hilda participó junto a otras estrellas.
Vivió sus últimos años en Villa Ballester, provincia de Buenos Aires. Falleció tras complicaciones naturales en su salud a los 87 años el 11 de abril de 2020, según confirmó la Asociación Argentina de Actores, entidad a la que perteneció por varias décadas.
En cuanto a su vida privada, estuvo casada desde 1963 hasta principios de la década de 1970 con el empresario del Teatro Maipo Alberto González, hermano de la actriz Zully Moreno. Luego González se casó con la vedette Susana Brunetti y, tras la muerte de ésta en 1974, se compromete con Mimí Pons.

## Filmografía
En 1964 actuó en su único film, El demonio en la sangre, protagonizada por Ubaldo Martínez, Rosita Quintana y Ernesto Bianco.

## Televisión
En 1960 trabajó en la comedia Esas cosas de Niní, encabezada por la primera actriz Niní Marshall.

## Teatro
- Las tentaciones del siglo (1953), con Sofía Bozán, Dringue Farías, Tato Bores, Alba Solís, Luis García Bosch, Carlos Castro, Adolfo Stray, Alicia Márquez, María Esther Gamas y Vicente Rubino, entre otros.
- Aquí llegan los fenómenos (1953).
- La pasarela está de gala (1954).
- Locuras de primavera (1954)
- La Revista de los Ases (1955).
- ¡Esta si es una bomba! (1955).
- Temperatura en ascenso (1955).
- ¡Divorciópolis!... (1955).
- ¡Gran butaca carnavalera! (1955).
- Los pecados más lindos del mundo (1956).
- De la 1° a la 3° Fundación de Buenos Aires (1957)
- ¡Bombas en el Maipo! (1957)
- ¡Constituyentes... Pan y Vino! (1957)
- Corrientes casi esquina Champs Elysées (1958), con Marrone, Juanita Martínez, Marcos Zucker, Juan Verdaguer y Vicente Rubino.
- ¡Cada loco con su ilusión (1958).
- No aflojes, Arturo (1958).
- ¡La que le espera, excelencia..! (1958).
- ¡Si me dejan estudiar "Io" todo lo voy a arreglar! (1958).
- ¡Esto es Maiporama! (1959)
- ¿Quo Vadis Arturo? (1959).
- No hay Arturo que dure 100 años (1959).
- Revista con la compañía de Miguel de Molina (1959), junto con las bailarinas y vedettes Susana Rubio, Tita Russ, María Rosa Fugazot, Marina Talbot, Gladys Lorens, Hilda Hansen e Isabel Lester.  Estrenada en el Teatro Sacoa de Mar del Plata.
- Hay que cambiar los botones (1960), con Pepe Arias, J. Martínez, Alfredo Barbieri y Don Pelele.
- El dolce veto (1960).
- ¡Que blancos están los negros! (1960), con Alfredo Barbieri, Don Pelele, Rita Varola, Rafael Carret y Susana Rubio.
- ¡El que fue a sevilla... perdió su silla! (1960) con Pepe Marrone, Juanita Martínez, Ligia Berg y Rita Varola.
- Los Cohetes del Maipo (1961), con Dringue Farías, Ámbar La Fox, Alfredo Barbieri, Susana Brunetti y Amparito Castro.
- Volverán las oscuras golondrinas(1962), con la "Compañía Argentina de Grandes Revistas", con Pepe Arias, Paquita Morel, V. Rubino, Dorys del Valle, Tito Lusiardo, Rafel Carret y Dorita Burgos.
- El festival del Maipo (1962), junto a Dringue Farias, V. Rubino, Alfredo Barbieri, Zaima Beleño, Alba Solís y Nélida Roca.
- Del 62... lo mejor! (1962).
- Reinas de la noche (1963).
- Bikini S.A (1963).
- Presidente con cara de ángel se necesita! (1963).
- Las que defienden al sexo (1964), junto a José Marrone, Juan Verdaguer, Juanita Martínez, Alfredo Barbieri, Vicente Rubino, Julia Alson, Sonia Grey, Rosángela y Susana Rubio.
- Sexy (1964), con Pepe Arias, Dringue Farías, Zulma Faiad, Julia Alson, Susana Rubio y Tita Merello.
- Prohibido (1965), con Marrone, J. Martínez, Fanny Navarro, Vicente Rubino, Tito Climent, Norma Pons, entre otros.[4]
- Los coristas rebeldes (1966), con Don Pelele, Vicente Rubino, Dorita Burgos, Carlos Scazziotta, Pedro Sombra y las hermanas Pons.
- Si no es Maipo, no es revista (1967) con José Marrone, Vicente Rubino y Don Pelele.
- El Maipo esta... Maipisimo (1967), con Ámbar La Fox, Jorge Porcel, Don Pelele, Rafael Carret, entre otros.
- Les cantamos las cuarenta (1968) con Don Pelele, Tito Lusiardo y Vicente Rubino.
- Escándalo en el Maipo (1969), junto a Jorge Luz, Alberto Anchart, Gladys Lorens y Liana Duamine.
- Mujeres 100% (1970), estrenada en el Maipo, junto a Pepe Marrone, Vicente Rubino, Don Pelele, Marcos Zucker, Argentinita Vélez y Mimí Pons.
- Buenos Aires 2001 (1969).
- Las wifanas (1971), con José Marrone, Juan Carlos Mareco, Mariquita Gallegos y Tito Lusiardo.
- La vejez no viene sola, estrenada en el Teatro Neptuno, junto a Amelita Vargas y al bailarín Santiago González.

También hizo una obra teatral encabezada por Pepe Arias, Tita Merello y Dringue Farías.